# 大艾希森湖
53°44′57″N 11°15′40″E / 53.7492°N 11.26108°E
大艾希森湖（德語：Großeichsener See），是德國的湖泊，位於該國東北部，由梅克倫堡-前波美拉尼亞州負責管轄，處於西北梅克倫堡縣，長0.8公里、寬0.2公里，面積0.2平方公里，海拔高度43米，平均水深2米。